# 윤봉길의사기념관

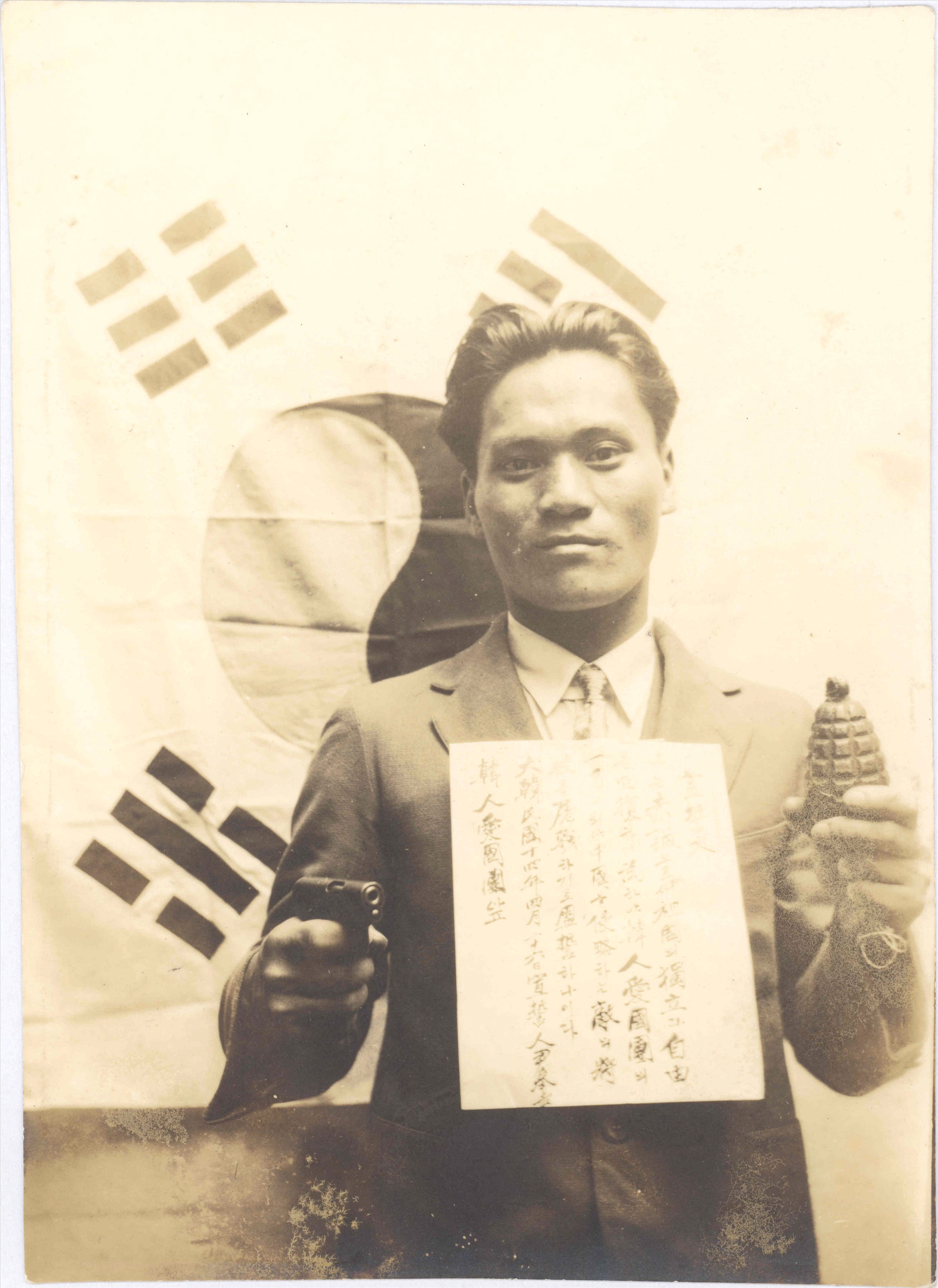
매헌 윤봉길

윤봉길의사기념관(尹奉吉義士記念館)은 서울특별시 서초구 양재동에 위치한 독립운동가 매헌 윤봉길의사의 기념관이다.
윤봉길의사기념사업회가 주관하여 1988년 12월 1일에 국민들의 성금으로 서울 서초구 양재동 시민의 숲 안에 기념관을 건립하게 되었다.
2016년 1월 1일부터는 기념관이 국가보훈처 소유로 이관되어 이를 계기로 2017년부터 2018년에 걸쳐 전시 시설 현대화 작업을 진행하여 건립 30주년인 2018년에 새롭게 재개관을 하였다.
1988년 12월 1일에 대지 1,992평에 건평 743평으로 건립되었다. 의사의 유품과 훈장 등이 이 곳에서 관리되고 있다.
국기게양대에 윤봉길 의사가 중국으로 망명 전에 농촌발전을 위해 설립했던 월진회 깃발이 게양되어 있다. 월진회기(旗)는 태극기와 같은 하얀바탕에 3개의 초록색 굵은선이 있고 그 사이에 무궁화를 넣은 깃발이다.

## 입장 정보
- 개장시간은 일요일과 공휴일을 제외한 모든 날의 오전 10시부터 저녁 6시까지이다.
- 입장료는 무료이다.

## 같이 보기
- 안중근의사기념관
- 윤봉길
- 월진회
- 시민의 숲